# Cheirolophus uliginosus
Cheirolophus uliginosus és una espècie de planta perenne de la família de les Asteràcies. Es troba a llocs molt humits de gran influència atlàntica. A Espanya al litoral de Huelva, Algesires i a l'oest de Portugal.
És una planta rizomatosa, amb indument pubèrul de pèls pluricel·lulars. Té tiges que arriben a una grandària de fins a 250 cm d'alçada, poc ramificades, herbàcies. Les fulles inferiors són llargament peciolades, oblanceoladas, lobades; les caulinars d'oblanceoladas a lanceolades, atenuades en un pecíol curt, dentades i espinulosas. Capítols solitaris, llargament pedunculats. Involucre de c. 20 x 18 mm, subglobós. Bràctees externes i ovades o ovato-el·líptiques, glabres, amb marge violaci; apèndix palmat, no decurrent. Flors rosades, essent les més externes estèrils i les internes hermafrodites, amb un tub de 12 mm i un limbe de 13 mm. Aquenis de 4 a 4,5 x 1,4 mm, subcònics o subcilíndrics, glabres; fil càrpic subbasal, còncau, glabre. Vil·là de 2,5 mm, blanc, amb el dels aquenis externs promptament caduc. Floreix i fructifica al juny.